# Erich II. (Mecklenburg)

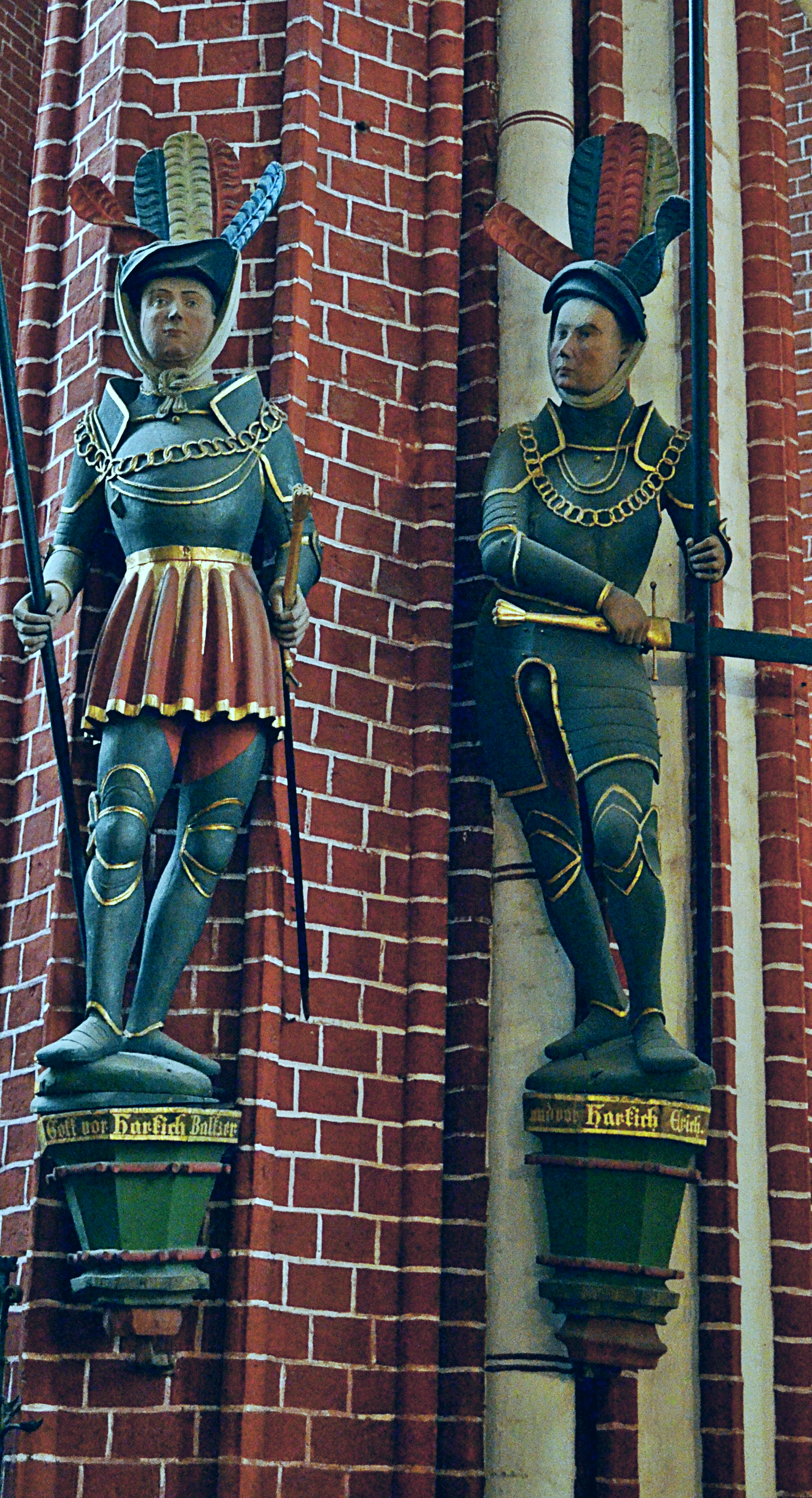
Erich II. (rechts), Memorialstatue im Doberaner Münster (mit seinem Onkel Balthasar)

 Erich II., Herzog zu Mecklenburg, (* 3. September 1483; † 22. Dezember 1508) war ein deutscher Regent. Er war Herzog zu Mecklenburg. 

## Leben
Erich war das vierte Kind und der zweite Sohn des Herzogs Magnus II. und seiner Frau Sophie von Pommern. Er schrieb sich am 17. April 1494 zum Studium an der Universität Rostock ein und war drei Mal Ehrenrektor der Universität. Von 1502 bis Anfang 1504 unternahm er, begleitet von Hinrich Boger eine Reise nach Italien. Nach dem Tod des Vaters am 27. Dezember 1503 regierte er gemeinschaftlich mit seinen Brüdern Heinrich V. und Albrecht VII. und seinem Onkel Balthasar im Herzogtum Mecklenburg. Letzterer starb am 16. März 1507. Erich selbst starb wahrscheinlich kinderlos am 21. Dezember oder 22. Dezember 1508. Er wurde in Doberan im Doberaner Münster beerdigt. Er blieb unverheiratet.